# Таллуар-Монмен
Таллуар-Монмен (фр. Talloires-Montmin) — муніципалітет у Франції, у регіоні Овернь-Рона-Альпи, департамент Верхня Савоя. Таллуар-Монмен утворено 1 січня 2016 року шляхом злиття муніципалітетів Монмен i Таллуар. Адміністративним центром муніципалітету є Таллуар. Населення — 1926 осіб (01.01.2021).